# Indizierte Leistung

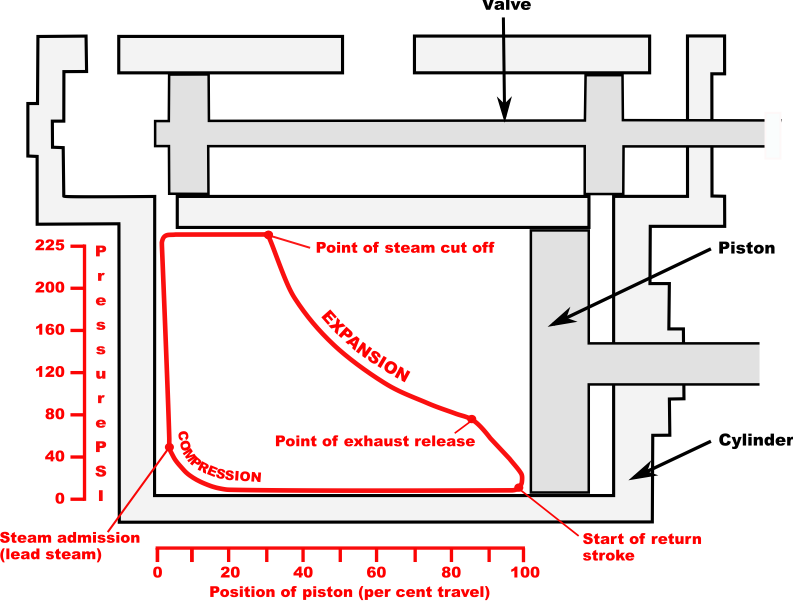
Idealisierter Druckverlauf im Zylinder einer Dampfmaschine. Die rot umrandete Fläche ist ein Maß der geleisteten inneren Arbeit

 Die indizierte Leistung (auch Innere Leistung, Innenleistung oder indizierte Pferdestärken (PSi) genannt) ist  die Leistung in einer Kolbenmaschine, die sich aus dem auf den Kolben wirkenden, während eines Arbeitsspiels schwankenden Gasdruck und der Drehzahl ergibt. Die indizierte Leistung unterscheidet sich von der abgegebenen (effektiven) Leistung, weil die Maschine mechanische Verluste hat, etwa durch Reibung und Nebenantriebe wie Öl- und Kühlwasserpumpe. Bei Verbrennungsmotoren oder Kolbendampfmaschinen ist die innere Leistung etwas größer als die effektive, bei Verdichtern ist sie aus dem gleichen Grund kleiner als die von außen zugeführte.
Um die indizierte Leistung zu ermitteln, bestimmt man den Druckverlauf im Zylinder während eines Arbeitsspiels. Bei den langsamlaufenden Dampfmaschinen des 19. Jahrhunderts konnte man direkt einen Indikator anschließen, ein schreibendes Messgerät (ein Manometer mit Schreibstift als Zeiger und ein vom Kolben bewegtes Papier), das die Arbeit als die vom Stift umschriebene Fläche wiedergibt. Moderne Geräte arbeiten mit Piezoelektrischen Drucksensoren und elektronischen Winkelgebern, deren Signale von Mikroprozessoren verarbeitet werden.
Mit der so bestimmten Energiemenge pro Arbeitsspiel und Zylinder {\displaystyle W_{\mathrm {Zi} }} lässt sich die indizierte Leistung {\displaystyle P_{\mathrm {Zi} }} eines Zylinders berechnen:
{\displaystyle P_{\mathrm {Zi} }=i\cdot n\cdot W_{\mathrm {Zi} }}
mit
- Anzahl {\displaystyle i} der Arbeitsspiele pro Kurbelwellen-Umdrehung (1 bei Zweitaktmotoren, 0,5 bei Viertaktmotoren)
- Drehzahl {\displaystyle n}
- die indizierte Arbeit {\displaystyle W_{Zi}} eines Arbeitsspiels ist gleich dem Flächeninhalt aus einem Druck-Volumen-Diagramm.

Der Quotient aus effektiver Leistung pro Zylinder:
{\displaystyle P_{\mathrm {Zeff} }={\tfrac {M}{Z}}\cdot \omega }
mit
- Drehmoment M
- Anzahl Z der Zylinder
- Kreisfrequenz {\displaystyle \omega }

und indizierter Leistung {\displaystyle P_{\mathrm {Zi} }} ist der mechanische Wirkungsgrad der Kolbenmaschine:
{\displaystyle \eta _{\mathrm {mech} }={\tfrac {P_{\mathrm {Zeff} }}{P_{\mathrm {Zi} }}}<1}
Er hängt von der Last ab.
Früher wurde bei der Angabe indizierter Leistungen oft die Maßeinheit PSi benutzt, um auf das Merkmal „indiziert“ im Größenwert hinzuweisen – statt, wie modern üblich, in der Größenbezeichnung.